# CIH Bank
CIH Bank S.A. (Crédit Immobilier et Hôtelier) ist eine marokkanische Geschäftsbank mit Sitz in Casablanca. Historisch im Immobiliensektor tätig, ist sie aktuell in zwei Bereichen tätig:
- Retail Banking: Verkauf von Standard- und Spezialbankprodukten und -dienstleistungen (Leasing, Verbraucher usw.)
- Financial Banking: Finanzierung von einkommensschwachen Wohnungskäufern (Darlehen an Bauträger und Käufer).
Ende 2023 verwaltete die Gruppe 57,3 Milliarden an laufenden Einlagen.
Die Produkte und Dienstleistungen werden über ein Netz von 301 Filialen in Marokko vertrieben. Mehrheitsaktionär mit 61,89 % ist die Massira Capital Management, eine Tochtergesellschaft der Caisse de Dépôt et de Gestion (CDG). Dahinter folgt die marokkanische Versicherungsgruppe AtlantaSanad mit 11,27 %. Die CDG selbst besitzt 6,01 %. Der Streubesitz beträgt 16,2 %.
In den 1980er Jahren nahm die CIH Bank in der sich gerade entwickelnden marokkanischen Hotelbranche Kreditzinsen von 12–13 %. Während in der Türkei und Ägypten die Rückzahlungsfrist 25 bis 30 Jahre betrug, waren es in Marokko bis maximal 12 Jahre. Dies brachte einige Hotelketten in finanzielle Schwierigkeiten. Bei Zahlungsverzug ging das Eigentum auf die CIH Bank über.
Die Aktien sind an der Bourse de Casablanca notiert und sowohl Teil des Moroccan All Shares Index (MASI) als auch seit dem 12. November 2024 des MASI 20, dem Index der 20 meistgehandelten Unternehmen.

## Geschichte
Die CIH Bank wurde 1920 unter dem Namen Caisse de prêts immobiliers du Maroc (CPIM) gegründet. Nach der Ausweitung ihrer Tätigkeit auf den Hotelsektor im Jahr 1967 änderte sie ihren Namen in Crédit immobilier et hôtelier. Im gleichen Jahr erfolgte der Börsengang.
Ende der 1990er Jahre brach die CIH-Affäre aus. Die Bank stand am Rande des Bankrotts und soll jahrelang als Schmiergeldkasse gedient haben. Die Hälfte der Kredite der Bank, 10,2 Mrd. Dirham, waren faul. Die Aufarbeitung dauerte fast 20 Jahre. Der ehemalige Chef der CIH zwischen 1994 und 1998, Moulay Zine Zahidi, floh nach Spanien.
Die Bank hatte einen schlechten Ruf, bevor sie unter dem Mandat von Ahmed Rahhou, der die Bank zwischen 2009 und 2019 leitete, saniert wurde. Unter seinem Mandat verkaufte die CIH 7 Hotels und wurde zur Universalbank. In den Folgejahren entwickelte sich die CIH zu einer der dynamischsten Banken Marokkos.